# Решітки (Молодечненський район)
Решітки (біл. вёска Рашаткі) — село в складі Молодечненського району Мінської області, Білорусь. Село підпорядковане М'ясотській сільській раді, розташоване в західній частині області.